# Guillermo II de Hesse
Guillermo II, Landgrave de Hesse o Guillermo Medio (para diferenciarlo de su hermano Guillermo I, el viejo y de su primo Guillermo III, el joven), nació el 29 de abril de 1469 y murió el 11 de julio de 1509, fue el Landgrave de  Hesse desde 1493 hasta su muerte, en 1509.
Sus padres fueron Luis II, landgrave de Hesse (1438-1471) y Matilda, hija del Conde Luis II de Württemberg.
Guillermo II se convirtió en Landgrave de Hesse Baja en 1493, después de que su hermano Guillermo renunció.

### Matrimonios y descendencia
El 9 de noviembre de 1497 Guillermo II se casó con Yolanda, hija de Federico II de Vaudémont. Quien murió el 21 de mayo de 1500 después de tener un hijo llamado Guillermo que murió al poco tiempo (27 de marzo de 1500 a 8 de abril de 1500). 
El 20 de octubre del mismo año, William se casó por segunda vez, con Ana de Mecklemburgo-Schwerin (14 de septiembre de 1485−12 de mayo de 1525), con quien tuvo tres hijos:
- Isabel de Hesse (4 de marzo de 1502-6 de diciembre de 1557).
- Magdalena (18 de julio de 1503-septiembre 1504).
- Felipe I de Hesse (13 de noviembre de 1504−31 de marzo de 1567).

En 1500, Guillermo II reunió el langraviato de Hesse después de la muerte de su primo Guillermo III. 
Ya en 1504, Guillermo, como su hermano mayor antes que él, enfermó de sífilis. Por lo tanto, en 1506 entregó los asuntos de estado a un consejo de regencia designado por él. Murió, cada vez más aislado por miedo al contagio, el 11 de julio de 1509. Su tumba, creada por el escultor de Marburgo Ludwig Juppe, se encuentra en el lugar de enterramiento de los landgraves en la Iglesia de Santa Isabel en Marburgo.